# Дартмур
Дартмур (англ. Dartmoor) — горбиста болотиста місцевість площею близько 650 км² на крайньому південному заході Англії, в графстві Девоншир, а також однойменний національний парк Великої Британії.

## Довкілля
Ландшафт Дартмура являє собою болотисті пустки, серед яких розкидані гранітні плоскі пагорби заввишки від 10 до 600 метрів. Безлісі болота, розташовані на висотах понад 365 метрів над рівнем моря, займають 30 % всієї території регіону і покриті товстим шаром торфу, здатного вбирати і зберігати значні маси води. Ця здатність ґрунтів Дартмура накопичувати воду служить починаючи з XVI століття водопостачанню місцевих міст і селищ (у тому числі — Плімута). Тут розташований найпівденніший у Великій Британії національний парк Дартмур, з вологим, м'яким кліматом. Флора Дартмура багата папоротями, хвощами і плавунами. У Середньовіччі весь район боліт Дартмур був оголошений королівськими мисливськими угіддями. До нашого часу на пустищах Дартмура збереглися Дартмурські поні (найдавніші поні Великої Британії), які пасуться в напівдикому стані.

## Археологія
У Дартмурі археологи знаходять численні свідчення доісторичної життєдіяльності людини — первісні стоянки, неолітичні поселення, дороги і святилища. Характерними для Дартмура є стародавні мости з тесаних гранітних плит, перекинутих через річки та струмки. 
У Дартмурі, в печерах поблизу міста Торкі, виявлені найдавніші сліди перебування людини на Британських островах. 
Багато археологічних знахідок та місця розкопок Дартмура відосяться до бронзової доби, тобто до періоду між 2000 і 500 роками до н. е. Тут вчені виявили більше 2000 сакральних кам'яних кіл (найцікавіші — в Грімспаунді). Місцеве населення тієї епохи належало до культури дзвоноподібних келихів. Металеві вироби, на відміну від кам'яних, що відносяться до часів цієї культури, як і людські останки, виявляються досить рідко — через специфічну кислотності ґрунтів Дартмура. Крім кам'яних кіл, в цій місцевості зустрічаються менгіри, які вказують, як правило, на стародавні поховання. 
На вершинах пагорбів археологи знаходять святилища цього давно зниклого народу Девона і укріплення, що відносяться до залізної доби (наприклад, Хембурі Форт).

## Історія
Після завоювання Британії римлянами тут було засновано місто Ексетер. У VIII ст. виникає графство Девон. У період між 851 та 1003 роками на територію Дартмуру неодноразово нападали данські і норвезькі вікінги. Після нормандського завоювання Англії у 1066, тут будуються феодальні замки, навколо яких згодом виростають міста (Барнстейпл, Тотнес, Лайдфорд та інші). Починаючи приблизно з XII, і аж до XIX ст. в болотах Дартмуру кустарним способом видобуваються олово, срібло, залізна руда, мідь, марганець. Девонські порти, такі, як Плімут, Барнстейпл і Дартмут аж до початку XIX століття займалися експортом видобутого в Дартмурі олова і вироблених тут тканин.

## Тори
Дартмур відомий своїми торами — пагорбами, які увінчані виходами корінних порід, це зазвичай гранітні валуни округлої форми. Більше 160 пагорбів Дартмура мають слово Тор у своїх назвах.

## Сучасні дослідження
В 2023 році, працівники національного парку Дартмур, організації "Історична Англія" та деяких інших товариств, спільними зусиллями збираються провести вивчення і дослідження гірської місцевості Дартмура для предмет більш глибокого розуміння походження кам’яних утворень. Наприклад, вчені провели аналіз каміння пагорба Кат-Хілл і визначили, що він датується 3620 роком до н. е. і є старшим за Стоунгендж та піраміди Гізи. Кам'яний ряд під назвою Пайлз Хілл, що пролягає в районі розташування громад Харфорд і Угборо, вигинаєтся на проміжку близько 850 метрів зі сходу на захід. Ряд складається з більш, ніж 40 каменів, які всі впали чи похилилися, інші камені приховані за густою рослинністю. На думку вчених камені почали свій лік ще у період неоліту та ранньої бронзи. Визначити точний вік каменів неможливо, але приблизно дізнатися, скільки їм років можна за допомогою радіовуглецевого датування шарів торфу над і під камінням.

## Галерея

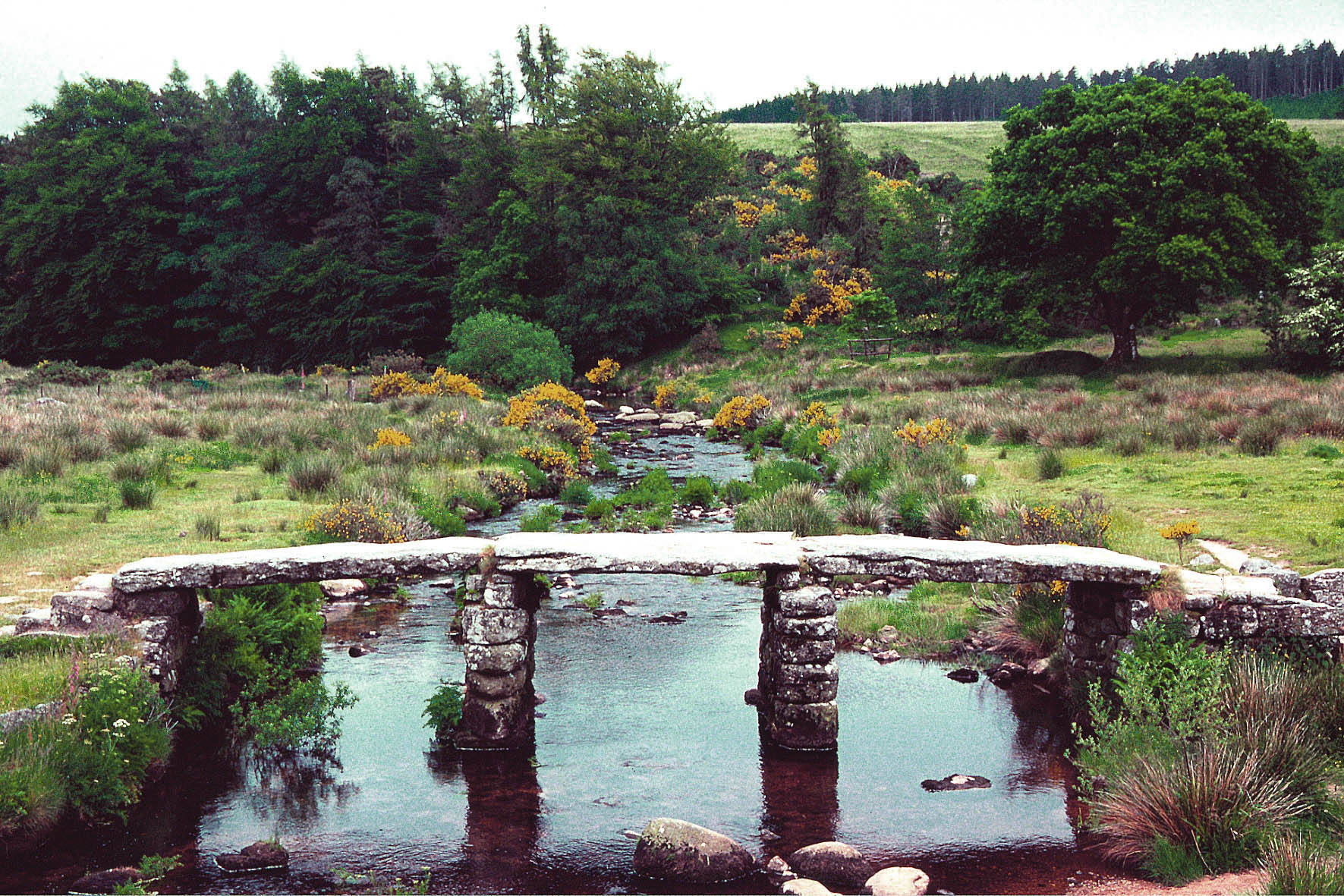
Міст з гранітних плит у Дартмурі
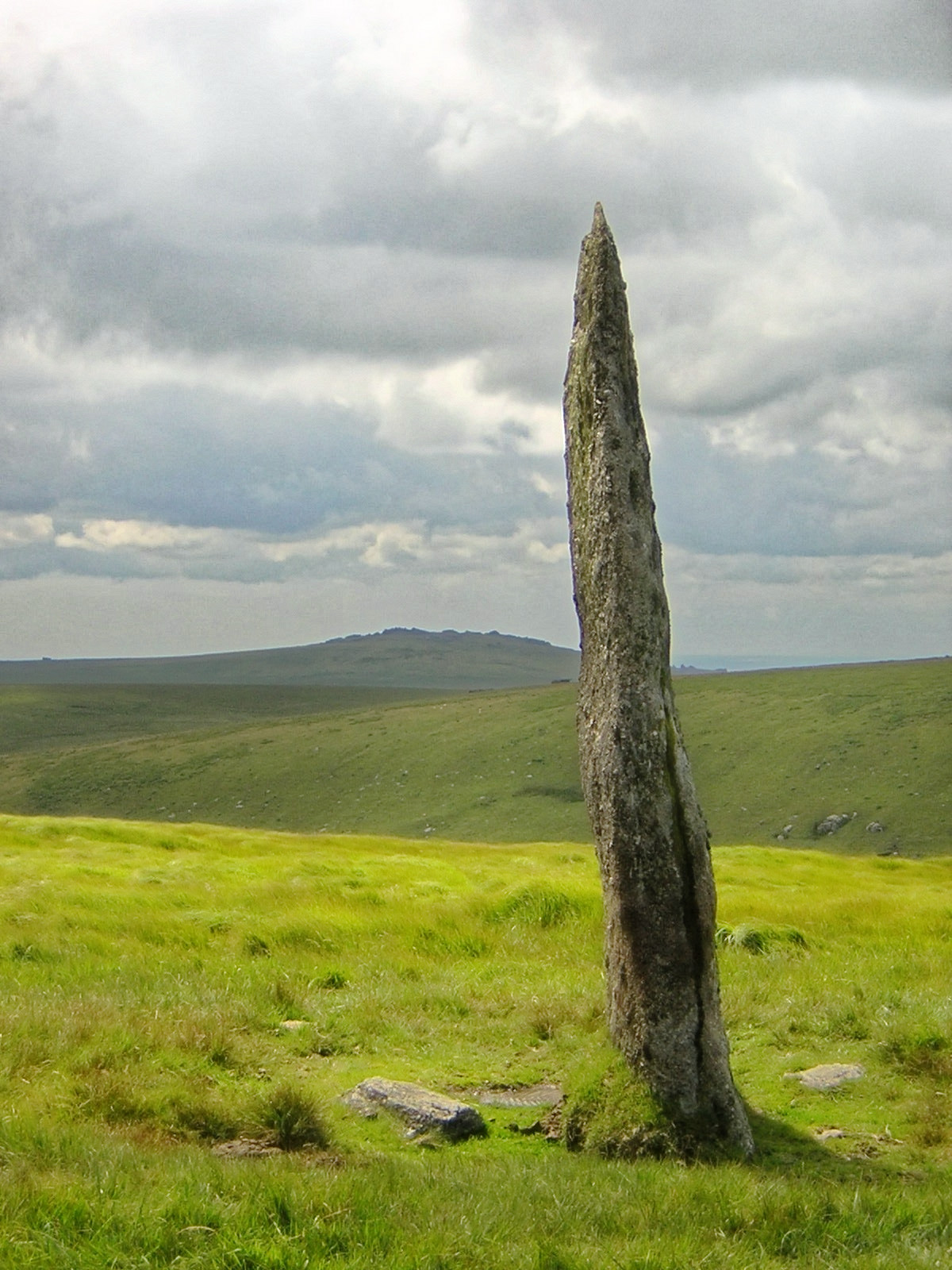
Бердаун Мен — один з менгірів Дартмуру
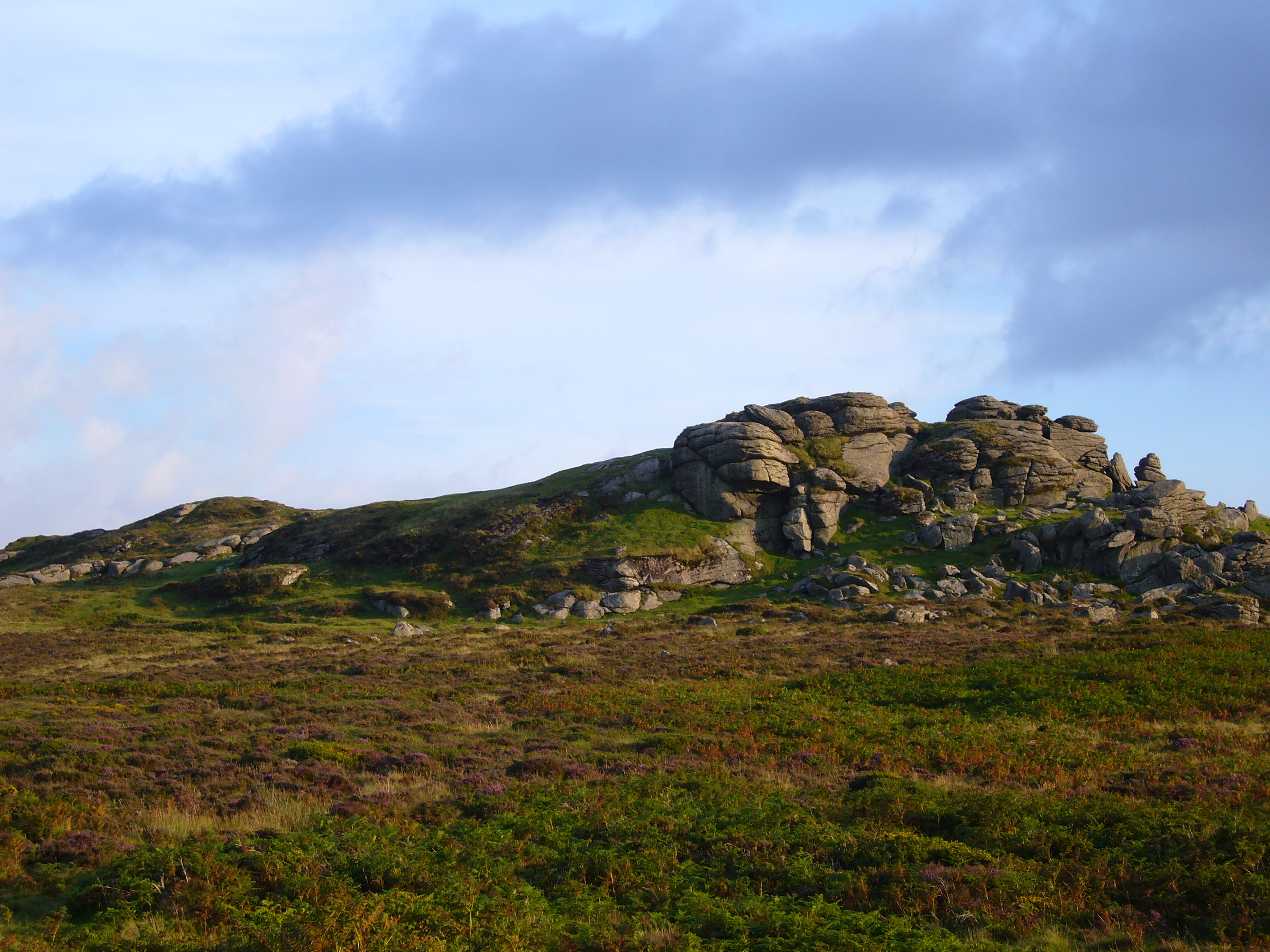
Хайтор
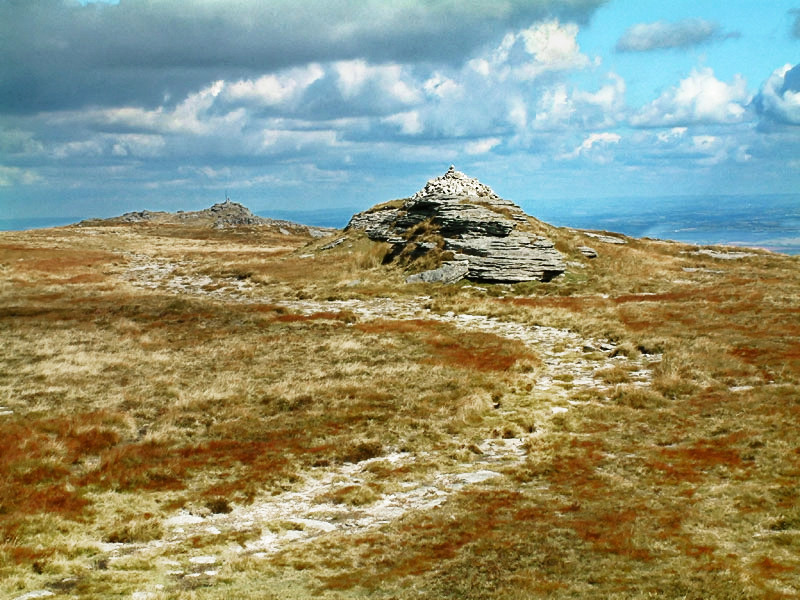
High Willhays і Yes Tor позаду
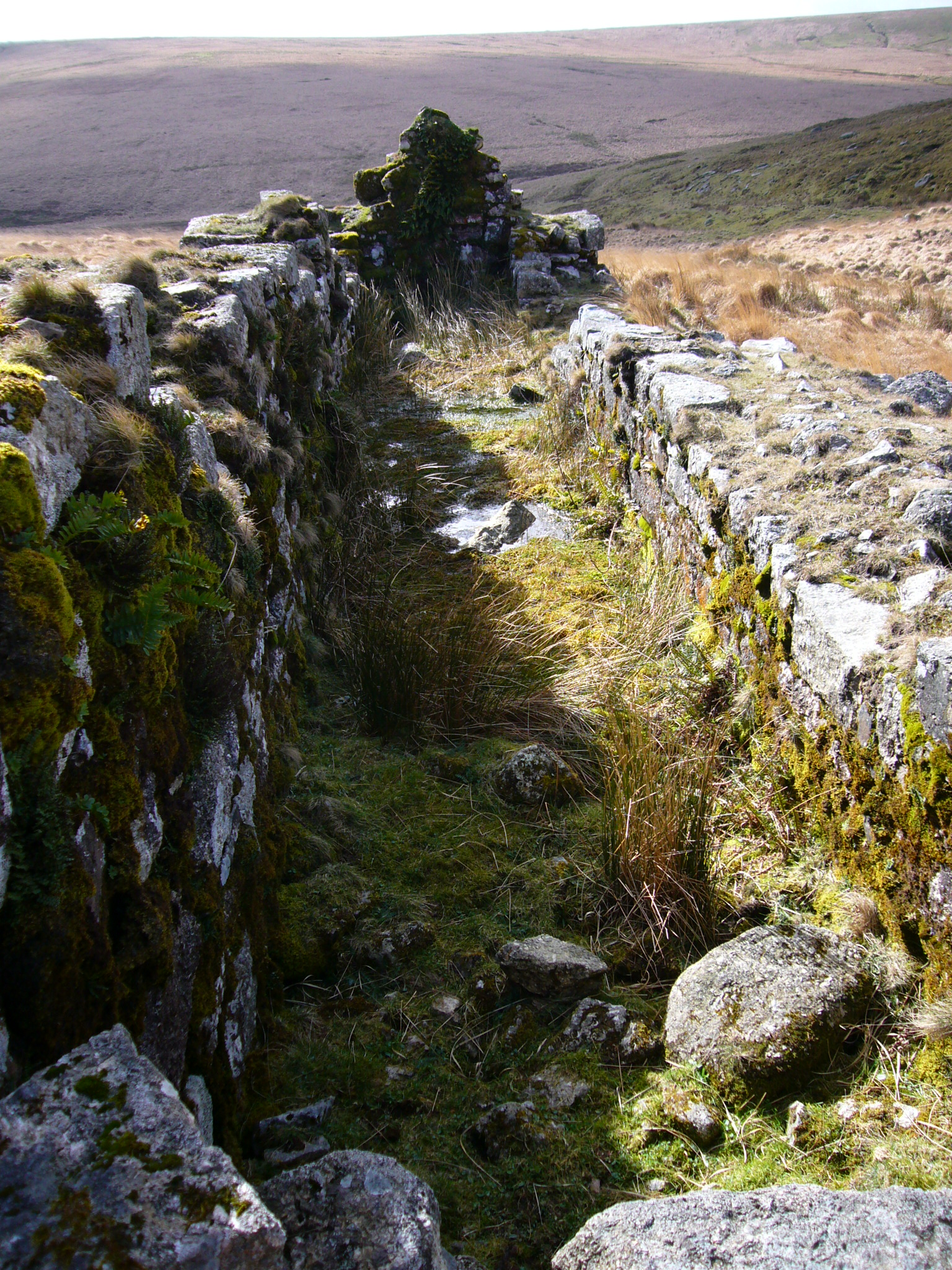
Давня олов'яна копальня у південному Дартмурі, Сполучене королівство